# ولاية (تقسيم إداري)
الوِلاية (بكسر الواو) هي منطقة إدارية لها استقلالها الإداري والمعنوي ويختلف من بلد لآخر كما يختلف من فترة زمنية لأخرى.
- في عصر الخلافة الإسلامية ونظراً لاتساع الدولة الإسلامية، قسمها الخلفاء إلى «ولايات» ولكل ولاية والي يعينه الخليفة وله التفويض التام في حكم الولاية بنوع من الإستقلالية.
- في عصر المماليك في مصر وسوريا كانت الولاية تمثل أصغر تركيبة إدارية للدولة.

ابتداء من 1864 شكلت الولاية في عصر الدولة العثمانية بلداناً كاملة كولاية الموصل أو ولاية البصرة أو ولاية بغداد.
حالياً تعدّ الولاية التقسيم الإداري الأولي في بعض الدول العربية والأجنبية.

## الولاية في عدد من الدول
- في الولايات المتحدة الولاية بمثابة الدولة من حيث الإستقلالية التامة في التسيير والقوانين انظر ولايات الولايات المتحدة الأمريكية.
- في الجزائر الولاية هي تقسيم إداري للدولة (وهي 58 ولاية) والولاية إلى دوائر والدوائر عدة بلديات، وهذا التقسيم موجود منذ استقلال الجزائر في 1962.
- في تونس الولاية هي تقسيم إداري للدولة (وهي 24 ولاية). تنقسم الولاية إلى معتمديات، والمعتمديات تنقسم إلى عمادات.
- المغرب فيه 16 ولاية والولاية في المغرب لها معناها الخاص ولاية (المغرب).
- سلطنة عمان سلطنة مقسمة إلى محافظات والمحافظة إلى ولايات.
- موريتانيا مقسمة إلى 13 ولاية و53 مقاطعة.
- السودان بدوره مقسم إلى 26 ولاية.
- أفغانستان مقسمة إلى 24 ولاية.
- ماليزيا وتنقسم إلى 13 ولاية.
- أوزبكستان الولاية هي أكبر تقسيم إداري للدولة
- طاجيكستان الولاية هي أكبر تقسيم إداري للدولة
- تركمنستان الولاية هي أكبر تقسيم إداري للدولة